# 因河畔罗特
因河畔罗特是德国巴伐利亚州的一个市镇。总面积19.57平方公里，总人口3677人，其中男性1851人，女性1826人（2011年12月31日），人口密度188人/平方公里。